# Kłoda (narzędzie kary)
Kłoda – początkowo pień drzewa rozpiłowany wzdłuż, później dwie belki, z wycięciami na ręce lub nogi, służący do unieruchamiania złoczyńców lub jeńców.
Pierwsze wzmianki o kłodnikach pochodzą z r. 1261 (według Glogera), w Kazaniach Świętokrzyskich (pocz. XIV w.) (według Brücknera). Ksiądz Piotr Skarga w Żywotach świętych pisze: „Wsadzono ich do kłody”, „Wieść go do ciemnicy i mocno mu w kłodzie nogi cisnąć kazał”.
Użycie kłody opisał Adam Mickiewicz w Panu Tadeuszu (księga IX, Bitwa).